# Florence (Kansas)
Florence és una població dels Estats Units a l'estat de Kansas. Segons el cens del 2000 tenia 671 habitants.

## Demografia
Segons el cens del 2000, Florence tenia 671 habitants, 259 habitatges, i 180 famílies. La densitat de població era de 336,5 habitants/km².
Dels 259 habitatges en un 24,3% hi vivien nens de menys de 18 anys, en un 56% hi vivien parelles casades, en un 9,7% dones solteres, i en un 30,5% no eren unitats familiars. En el 27% dels habitatges hi vivien persones soles el 14,3% de les quals corresponia a persones de 65 anys o més que vivien soles. El nombre mitjà de persones vivint en cada habitatge era de 2,37 i el nombre mitjà de persones que vivien en cada família era de 2,8.
Per edats la població es repartia de la següent manera: un 21,6% tenia menys de 18 anys, un 5,5% entre 18 i 24, un 23,8% entre 25 i 44, un 27% de 45 a 60 i un 22,1% 65 anys o més.
L'edat mediana era de 44 anys. Per cada 100 dones de 18 o més anys hi havia 84,6 homes.
La renda mediana per habitatge era de 26.538 $ i la renda mediana per família de 28.214 $. Els homes tenien una renda mediana de 26.563 $ mentre que les dones 20.208 $. La renda per capita de la població era de 14.672 $. Entorn de l'11,5% de les famílies i el 13,1% de la població estaven per davall del llindar de pobresa.

## Poblacions més properes
El següent diagrama mostra les poblacions més properes.